# 国際連合安全保障理事会決議1219
国際連合安全保障理事会決議1219（こくさいれんごうあんぜんほしょうりじかいけつぎ1219 英: United Nations Security Council Resolution 1219）は、1998年12月31日に国際連合安全保障理事会において全会一致で採択された決議。アンゴラに関する決議696（1991年5月30日に全会一致で採択：第二次国際連合アンゴラ検証団の設置）とすべての決議、特に決議1202（1998年10月15日に全会一致で採択）および決議1213（1998年12月3日に全会一致で採択）を改めて確認した上で、同年12月26日に発生した国際連合806便の墜落事故における乗客と乗員の安否確認が行われていないことを非難した。
国際連合安全保障理事会はアンゴラ全面独立民族同盟（UNITA）が支配する領域内におけるアンゴラ上空にて、国際連合806便が墜落しただけではなく、その他の航空機の消息が絶たれていることに強い表現で懸念を示した。さらに事故の詳細を明らかにしないだけでなく、墜落事故に関する捜査や救助活動に対してアンゴラ全面独立民族同盟から協力を得られないことを案じた。国際連合安全保障理事会はアンゴラ全面独立民族同盟の最高指導者であるジョナス・サヴィンビに対して、国際連合806便の乗員・乗客の捜索および救助を要請する国際連合からの求めに即刻対応するように求めた。ちなみに国際連合806便には14名が搭乗していたと見られ、ウアンボ州の州都であるウアンボから約16マイルの地点に墜落した。
さらにアンゴラ全面独立民族同盟の領空圏内で多くの航空機が消息を絶っている事案に懸念を示した国際連合安全保障理事会は、アンゴラ全面独立民族同盟から墜落事故に遭ったと思われる乗員・乗客の安否確認のための協力を得られていないことを非難した。なお、アンゴラ全面独立民族同盟に対して今回の事故における調査を進める必要を促し、1999年1月11日までに決議1219への遵守が確認されなければ、さらなる措置を検討すると警告した。
最後に国際連合安全保障理事会は決議864（1993年9月15日に全会一致で採択：第二次国際連合アンゴラ検証団の活動期限延長）、決議1127（1997年8月28日に全会一致で採択：ルサカ議定書を遵守しないアンゴラ全面独立民族同盟に対する制裁）および決議1173（1998年6月12日に全会一致で採択：アンゴラ全面独立民族同盟に対する追加制裁）においてアンゴラ全面独立民族同盟に課された制裁をすべての国が履行するように提言した。